# Hymne der Karelo-Finnischen SSR
Nach dem Überfall der Sowjetunion auf Finnland und der erzwungenen Abtretung von Teilen Westkareliens war es sowjetische Politik, neben der politischen auch die kulturelle Eigenständigkeit dieser Gebiete gegenüber Finnland zu betonen. Mit der Gründung der Karelo-Finnischen Sozialistischen Sowjetrepublik am 31. März 1940 entstand die Notwendigkeit, für diese Teilrepublik der Sowjetunion eine eigene Hymne zu schaffen. 1945 erfolgte die Ausschreibung im Rahmen eines Wettbewerbs. Die Hymne wurde Anfang der 1950er-Jahre offiziell angenommen.

## Text und Musik
Der finnischsprachige Text stammt von Armas Äikiä, die Musik von Karl Rautio. Der Text ist noch stark vom Zweiten Weltkrieg geprägt. Mit der Auflösung der Karelo-Finnischen Sozialistischen Sowjetrepublik und deren Eingliederung in die Russische SFSR am 16. Juli 1956 wurde die Hymne de facto abgeschafft.

## Finnischer Text
Oma Karjalais-suomalaiskansamme maa,
Vapaa Pohjolan Neuvostojen tasavalta.
Kotimetsäimme kauneus öin kajastaa
Revontultemme taivaalta leimuavalta.
Refrain:
Neuvostoliitto on voittamaton,
Se kansamme suurisän maa ijät on.
Sen Tienä on Kansojen Kunniantie,
Se Karjalan Kansankin voittoihin vie.
Isänmaa Kalevan, kotimaa runojen,
Jota Leninin Stalinin lippu johtaa.
Yli kansamme uutteran onnellisen
Valo kansojen veljeystähdestä hohtaa.
Refrain
Kotimaamme loi uudeksi kansamme työ,
Tätä maata me puollamme kuin isät ammoin.
Sota suksemme suihkavat kalpamme lyö.
Asemahdillä suojamme Neuvosto-Sammon.
Refrain

## Deutsche Übersetzung
Eigenes Land unseres karelo-finnischen Volkes,
freie Sowjetrepublik des Nordens.
Unserer heimatlichen Wälder Schönheit erhellt in der Nacht
unser Nordlicht am leuchtenden Himmel.
Refrain:
Die Sowjetunion ist unbesiegbar,
unser Volk ist auf ewig Teil des großen Vaterlandes.
Dieser Weg ist der Ehrenweg der Völker,
der auch das Volk Kareliens zu Siegen führt.
Kalevs Vaterland, Heimat der Verse,
das von Lenins und Stalins Fahne geführt wird.
Über unserem emsigen, glücklichen Volk
glänzt das Licht des Sterns der Brüderlichkeit.
Refrain
Unseres Volkes Arbeit erschuf auf's Neue unser Heimatland,
zu diesem Land stehen wir wie einst die Väter.
Unser Himmel erzittert, unser Schwert schlägt zu.
Mit Waffenmacht beschützen wir den Sowjet-Sampo.
Refrain
Aus dem Finnischen von Carsten Wilms